# Enzo Ferrari
Enzo Anselmo Ferrari, dirkač in ustanovitelj Ferrarija, * 18. februar 1898, Emilia-Romagna, Italija, † 14. avgust 1988, Modena, Italija.
Enzo Ferrari je ustanovitelj dirkaškega moštva Formule 1 Scuderia Ferrari ter avtomobilske tovarne Ferrari. Leta 1920 se je zaposlil v tovarni Alfa Romeo, z njihovimi dirkalniki je tudi požel kar nekaj uspeha na dirkah, toda zavrnil je možnost dirkanja na prestižnejših dirkah. Leta 1929 je ustanovil Scuderio Ferrari, kot dirkaško moštvo pod okriljem Alfe Romeo. Podpora Alfe je trajala do leta 1933, ko jo je morala zaradi finančnih težav umakniti. Ferrari je preživel le zaradi pomoči Pirellija. Leta 1937 se je Alfa vrnila v svet dirkanja, Enzo Ferrari pa je izgubil veliko pristojnosti, zato je dal odpoved. Toda konkurenčna klavzula mu je prepovedovala dirkanje ali dizajniranje dikralnikov za štiri leta.
Ustanovil je podjetje Auto-Avio Costruzioni, ki je dirkaškim moštvom dobavljajo komponente za dirkalnike. Za dirko Mille Miglia pa so zgradili dva dirkalnika, ki sta jih vozila Alberto Ascari in Lotario Rangoni. Med drugo svetovno vojno je podjetje proizvajalo komponente za potrebe vojske, zaradi bombardiranja pa je podjetje prestavil iz Modene v Maranello. Šele po koncu vojne so dirkalniki lahko nosili njegovo ime.
Ferrari je sodeloval v Formuli 1 od prve sezone 1950, prvič pa so zmagali v naslednji sezoni 1951 na Veliki nagradi Velike Britanije, še sezono kasneje - 1952 pa je prišel prvi naslov prvaka, ki ga je Alberto Ascari ubranil tudi prihodnje v naslednji sezoni 1953. Kljub naslovom v sezonah 1956 (Juan-Manuel Fangio), 1958 (Mike Hawthorn), 1961 (Phil Hill) in 1964 (John Surtees), se je Ferrari v tistem času bolj posvečal dirkam kot so bile Mille Miglia in 24 ur Le Mansa, kjer so zmagali kar 14-krat (tudi šestkrat zapored 1960-1965).
V 60-tih je Ferrari zaradi finančnih težav prodal delež podjetja Fiatu., Ford je poskušal prevzeti podjetje leta 1963, a je bil poskus neuspešen. Enzo Ferrari je ostal vodja Ferrarija do leta 1973, vpliv na pomembne odločitve pa je zadržal vse do svoje smrti. Po dolgem času so osvojili naslova v sezonah 1975 (Niki Lauda) in 1975 (Jody Scheckter). Tudi pred sezono 1982 jim je z odličnim dirkaškim parom ter hitrim dirkalnikom kazalo odlično. Toda na dirki za Veliko nagrado Nizozemske se je smrtno ponesrečil Gilles Villeneuve, Didier Pironi pa se je huje poškodoval na Veliki nagradi Nemčije in upov na naslov je bilo predčasno konec.
Enzo Ferrari je umrl v Modeni leta 1988 v starosti 90 let. Edina dirka, ki je McLaren ni dobil v sezoni 1988, je bila Velika nagrada Italije, ki je bila na sporedu kmalu po Enzovi smrti, in kjer je Ferrari z Gerhardom Bergerjem in Michelom Alboretom dosegel dvojno zmago. Scuderia Ferrari je med sezonama 1999 in 2004, z Michaelom Schumacherjem v glavni vlogi, dominiral v Formuli 1.